# Mustapha Kanit
Mustapha Kanit, né à Alessandria, est un joueur de poker professionnel italien.

## Biographie
Né à Alessandria, Mustapha découvre le poker notamment sa variante le Texas Hold'em à l'adolescence, travaillant comme barman dans un club privé, il a à cette occasion l'opportunité de disputer ses premiers tournois live sur son lieu de travail.
Il réside actuellement à Londres.

## Carrière
En mars 2011, il remporte le Main Event de l'étape de Nova Gorica de l'Italian Poker Tour, empochant 200 000 €. En octobre 2011, il finit dans les places payées du Main Event de l'EPT à San Remo, empochant 19 000 €.
En mai 2015, il finit dans les places payées du Main Event de l'EPT de Monte-Carlo, terminant 26e et empochant 34 400 €. En août de la même année, il remporte le High Roller de l'EPT de Barcelone, empochant 738 759 €. En octobre de la même année, il termine 3e du High Roller des World Series of Poker Europe, empochant 227 145 €.
En février 2016, il remporte le tournoi High Roller à 25 750 € de l'étape de Dublin de l'EPT, empochant 501 640 €.
En février 2016, Mustapha Kanit a accumulé plus de 6 000 000 $ de gains.
Le 14 octobre 2017, il rejoint la Team Pro Winamax.
En mai 2020, il remporte un titre SCOOP pour 271.790$.